# Georg Oswald von Czettritz
Georg Oswald Freiherr von Czettritz (* 16. August 1728 in Militsch, Fürstentum Oels; † 8. Mai 1796 in Herrnstadt, Kreis Guhrau) war ein preußischer Offizier, zuletzt General der Kavallerie.

## Leben
Seine Eltern waren Gottfried Oswald von Czettritz (* 29. August 1695; † 21. Dezember 1741) Erbherr auf Militsch und Landesältester im Fürstentum Wohlau und Eva Eleonore von Schweinichen aus dem Hause Gaffron.
Czettritz trat 1745 in das Dragonerregiment Nr. 4 ein. Dort wurde er am 7. September 1746 Fähnrich, 1749 Sekondeleutnant, 1759 Stabskapitän und am 17. August 1762 Major. Am 31. März 1763 wurde er Oberstleutnant und Kommandeur des Husarenregiments Nr. 1. Dort wurde er am 12. September 1768 Oberst und am 15. September 1770 Regimentschef. Bereits am 20. Mai 1770 war er zum Generalmajor ernannt worden, und am 3. März 1786 wurde er Generalleutnant.
Er erwarb sich seine ersten Auszeichnungen in der Schlacht bei Hohenfriedberg und Kesselsdorf. Im Siebenjährigen Krieg kämpfte er bei Lobositz, Prag, Kolin, Zorndorf, Liegnitz und Torgau.
In der Schlacht bei Reichenbach konnte er am 16. August 1762 (seinem Geburtstag) mit seinem Regiment ein in die Flanke einbrechendes Korps Reiterei aufhalten und zurückschlagen. Hierfür wurde er vom 5. Stabsrittmeister zum Major befördert und mit dem Orden Pour le Mérite ausgezeichnet.
1758 kam er von Sachsen nach Schlesien zum Entsatz von Neisse, als im Gefecht von Goldberg sein Pferd erschossen wurde und er trotz heftiger Gegenwehr in Gefangenschaft geriet.
Im Bayerischen Erbfolgekrieg war er beim Korps des Prinzen Heinrich in Sachsen und Böhmen. Er wurde am 2. August 1792 Ritter des Roten Adlerordens und am 1. Januar 1794  General der Kavallerie. Er starb im Jahr 1796.

## Familie
Czettritz heiratete am 20. Oktober 1763  Wilhelmina Augusta von Grotthausen. Das Paar hatte mehrere Kinder, davon überlebten:
- Sophie Eleonore Wilhelmine (* 1. Juli 1764; † 1815) ⚭ Johann Friedrich Ludwig August von Stöffler († 4. Juli 1796), Leutnant[2]
- Oswald August (* 18. September 1767; † 21. August 1825) ⚭ Ernestine Christian Elisabeth von Czettritz und Neuhaus (* 28. Juni 1772; † 14. Mai 1830)

Sein älterer Bruder war der preußische Landrat des Landkreises Glogau George Oswald von Czettritz und Neuhaus (1726–1798).